# IC 2262
IC 2262 је појединачна звијезда у сазвјежђу Рак која се налази на листи објеката дубоког неба у Индекс каталогу.
Деклинација објекта је + 18° 27' 14" а ректасцензија 8h 17m 22,5s.